# Eucyclotoma trivaricosa
Eucyclotoma trivaricosa é uma espécie de gastrópode do gênero Eucyclotoma, pertencente a família Raphitomidae.